# Калканна стена
Калканна стена в архитектурата е външната стена на сграда или постройка, без прозорци, към която е предвидено непосредствено да се застрои друга сграда.

На калканната стена задължително се изгражда противопожарен зид над покрива.
Калканните стени или калканите са неприветливи и неугледни и не допринасят за архитектурно-художественото оформление на сградите, комплексите и населените места. Ето защо в нормативната уредба се предвижда тяхното покриване в хоризонтално и вертикално отношение.
Калканната стена се получава когато се изграждат сгради и постройки на регулационните линии или когато в съсобствен имот (парцел) се изгражда жилищна сграда – близнак, както и при свързано (сключено) застрояване.

За подобряване на санитарно-хигиенните условия на жилищните помещения в сградите се допуска, при определени условия, заварени калканни стени към парцели със свободно застрояване да се преустройват като фасади с постоянни нормални прозорци. Водите от покрива следва да се отведат в парцела, в който е сградата с калканната стена.

Върху калканна стена на сгради може да се разрешават временни прозорци, като височината от пода до долната част на рамката на прозореца е най-малко 1,60 метра. В такъв случай не се взема под внимание разстоянието между сградите.
При покриване на съществуващ калкан не се дължи обезщетение за закриването на временните прозорци.